# Овербек, Иоганнес
Иоганнес Адольф Овербек (нем. Johannes Adolph Overbeck; 27 марта 1826, Антверпен — 8 ноября 1895, Лейпциг) — немецкий археолог, племянник знаменитого живописца.

## Биография
Иоганнес Овербек учился в Боннском университете, в 1848 году защитил докторскую диссертацию. Служил профессором Лейпцигского университета и директором археологического музея при нём. Он редко посещал места археологических раскопок, предпочитая писать о них из вторых рук. Это придавало его трудам определённую сухость, которую не могли компенсировать последовательность и упорядоченность изложения. Карл Шурц отмечал: «говорили, что [Овербек] написал лучшую книгу, когда-либо написанную о Геркулануме и Помпеях, в глаза не видав раскопок». Овербек питал пристрастие, главным образом, к лекторской кафедре. Его лекции очень хорошо посещались, как правило, на них присутствовали более 100 слушателей. Он стремился улучшить жизнь студентов, обустроив читальный зал и больницу. В качестве компенсации за отсутствие опыта собственноручных раскопок, он всячески пополнял университетскую коллекцию гипсовых слепков.

## Главные труды
- «Galerie heroischer Bildwerke der alten Kunst» (1851—1853, с атласом),
- «Kunstarchaeologische Vorlesungen» (1853),
- «Pompeji» (3 изд., 1875),
- «История древней пластики» (3 изд., 1879—80),
- «Die antiken Schriftquellen zur griechischen Kunstgeschichte» (1868),
- «Griechische Kunstmythologie» (1871, с атласом).